# 辉州 (金朝)
辉州，金朝时设置的州。
贞祐三年（1215年）置，治所在苏门县（今河南省辉县市）。因百泉魏惠王祠有清辉殿得名。辖境有今河南省辉县市及卫辉市、淇县部分地，属河北西路。元朝时属卫辉路。明朝洪武元年（1368年）降为辉县。